# Andranik Aleksanjan
Andranik Aleksanjan  (Oekraïens: Андранік Алексанян, Armeens: Անդրանիկ Ալեքսանյան) (Chmelnytsky, 6 mei 1998) is een Oekraïense zanger van Armeense afkomst. 

## Biografie
Andranik Aleksanjan werd in Oekraïne geboren, kort nadat zijn ouders vanuit Armenië naar het land waren geëmigreerd. Aleksanjan werd geboren met de ziekte achondroplasie, een vorm van dwerggroei. 
Door de jaren heen heeft Aleksanjan deelgenomen aan verschillende nationale en internationale festivals. Zo won hij onder meer de Grand Prix bij Stroeny Sertsja in 2007, Pisnja Boegom in 2008 en Zorjanyi Krym in 2009. Hij won tijdens het kinderfestival van de Slavjanski Bazaar in 2009 de eerste prijs. 
Aleksanjan werd uitgekozen om Oekraïne te vertegenwoordigen op het Junior Eurovisiesongfestival 2009, dat in zijn thuisland werd georganiseerd. Met het liedje Try topoli, try soermy werd hij uiteindelijk vijfde met 89 punten. 
2006: Nazar Slyoesartsjoek ·
2007: Ilona Galitska ·	
2008: Viktoria Petryk ·
2009: Andranik Aleksanjan ·
2010: Joelia Goerska ·
2011: Kristall ·
2012: Anastasija Petryk ·
2013: Sofija Tarasova ·
2014: Sympho-Nick · 
2015: Anna Trintsjer · 
2016: Sofiia Rol · 
2017: Anastasija Bahinska · 
2018: Darina Krasnovetska · 
2019: Sofia Ivanko · 
2020: Oleksandr Balabanov · 
2021: Olena Oesenko · 
2022: Zlata Dzjoenka · 
2023: Anastasia Dymyd